# Berit Salomonsson Wahlberg
Berit Salomonsson Wahlberg, född 1951 i Hammarstrand, är en svensk före detta rodelåkare.
Hon var första svenska kvinnliga rodelåkare att delta i OS. Salomonsson deltog i enmansrodel vid OS i Grenoble 1968 där hon slutade på 13:e plats (26 deltagare). Hon var vid tillfället 16 år och är yngsta svensk att delta i kälksport vid de olympiska spelen.
Salomonsson tävlade för Arta Bobklubb i hemorten Hammarstrand.